# 詩人の恋
『詩人の恋』（しじんのこい、ドイツ語: Dichterliebe）作品48は、ハインリヒ・ハイネの詩によるロベルト・シューマン作曲の連作歌曲。1840年（シューマンの「歌曲の年」）作曲。

## 概要
シューベルトを継ぐ代表的ドイツ歌曲作家となったシューマンの、最も有名な歌曲集であるが、典型的ピアノ作曲家の彼らしく、ピアノ伴奏も声楽にも増して表現力豊かである。ハイネの詩集「歌の本」（Buch der Lieder ）の中の「叙情的間奏曲」（Lyrisches Intermezzo ）によるが、全20篇のうち収録されたのは16曲である。ハイネは代表的ロマン主義文学者でありながらドイツ・ロマン主義への批判精神を失わないのが特徴であるが、詩の中に盛り込まれた皮肉をシューマンがどれほど音楽的に表現しえたかについては、ドビュッシーなどにより議論の的にされている。
なお、同詩集からは他に『リーダークライス』（作品24）も同年に作曲されている。

## 構成
次の各曲からなる。
第1曲から第6曲までは愛の喜びを、第7曲から第14曲までは失恋の悲しみを、最後の2曲はその苦しみを振り返って歌っていると考えることができる。
- 1 Im wunderschönen Monat Mai (美しい五月には)
嬰ヘ短調。冒頭、ピアノによる序奏の4小節は、左手の分散和音が2つのパターン(下から、D-Ais-H-D-Fis(嬰へ短調のⅣの第１転回形、AisとCis,Gは非和声音の倚音)と、Cis-H-Cis-Eis-Gis(属7の基本形、Dは倚音))を繰り返す。属7の和音は主和音へ解決されないまま独唱が始まる。憧憬とも喜びともつかない季節の情景や心理をピアノ伴奏が演じている。主題は何回か繰り返されるが最後になっても主和音は現れない。
- 2. Aus meinen Tränen sprießen (僕のあふれる涙から)
（前曲の）主調を回避する不安定さと変わりイ長調の静かな部分。一旦舞い上がった感情が収束している。
- 3. Die Rose, die Lilie, die Taube, die Sonne (ばらに百合に鳩に太陽)
 ニ長調の明るい歌声。ピアノ奏者は朗々とした歌詞を損なわないことが要求される。
- 4. Wenn ich in deine Augen seh'  (君の瞳に見入る時)

- 5. Ich will meine Seele tauchen (心を潜めよう)
- 6. Im Rhein, im heiligen Strome (ラインの聖なる流れに)
- 7. Ich grolle nicht (恨みはしない)
ハ長調。恋人に裏切られた思いが、「たとえこの胸が張り裂けようと、僕は恨みはしない」という一見力強いがその裏にやるせない切なさをもった言葉で語られ、それにシューマンはハ長調の力強い音楽を書いた。ハ長調の持つ明朗さがハイネのパラドキシカルな詩を裏打ちしている。なお、この曲に限ってはバリトン歌手も原調で歌うのが慣例となっており、曲の後半に置かれた“A”の音を歌えるかが、バリトンの歌う「詩人の恋」の聴きどころのひとつとなっている。

- 8. Und wüßten's die Blumen, die kleinen (小さな花がわかってくれたら)
- 9. Das ist ein Flöten und Geigen (あれはフルートとヴァイオリン)　ニ短調　レガートの旋律が転調しながらピアノで歌われる。
- 10. Hör' ich das Liedchen klingen (あの歌を聞くと)
- 11. Ein Jüngling liebt ein Mädchen (若者が娘を恋し)
- 12. Am leuchtenden Sommermorgen (まばゆい夏の朝に)
ドイツの六の和音で開始され、流れるような音形の中で絶妙な転調を繰り返し、きわめて色彩豊かである。
- 13. Ich hab' im Traum geweinet (僕は夢の中で泣いた)
- 14. Allnächtlich im Traume (夜毎君の夢を)
- 15. Aus alten Märchen winkt es (昔話の中から)
- 16. Die alten, bösen Lieder (古い忌わしい歌)

## 編曲
河野正幸によるテノール（またはソプラノ）と女声3部合唱、ピアノのための編曲や、男声合唱編曲としては、福永陽一郎編曲版（1981年、立命館大学メンネルコール全曲初演）、佐渡孝彦編曲版（2007年、慶應義塾ワグネル・ソサィエティー男声合唱団全曲初演）がある。